# Sociedade de crédito direto
Sociedade de crédito direto (SCD) é um dos modelos de organização financeira surgida com o amplo desenvolvimento digital da sociedade, conhecidas como fintech. A regulação sobre fintechs variam conforme o país, sendo no Brasil autorizadas para funcionamento no mercado financeiro apenas as SCD e as Sociedade de empréstimo entre pessoas (SEP).  Diferente de outras instituições de crédito, elas não podem realizar captação externa de recursos.
Segundo o Banco Central do Brasil, regulador do Sistema Financeiro Nacional, seus potenciais clientes devem ser selecionados com base em critérios consistentes, verificáveis e transparentes, contemplando aspectos relevantes para avaliação do risco de crédito, como situação econômico-financeira, grau de endividamento, capacidade de geração de resultados ou de fluxos de caixa, pontualidade e atrasos nos pagamentos, setor de atividade econômica e limite de crédito.
Além de realizar operações de crédito, as SCDs podem prestar os seguintes serviços: análise de crédito para terceiros; cobrança de crédito de terceiros; distribuição de seguro relacionado com as operações por ela concedidas por meio de plataforma eletrônica e emissão de moeda eletrônica.